# Pohnpei (État)
Pour les articles homonymes, voir Pohnpei.
Pohnpei, autrefois Ponape, est un des quatre États des États fédérés de Micronésie. Il est constitué de l'île principale de Pohnpei où se trouve la capitale de l'État, Kolonia, et la capitale fédérale, Palikir, ainsi que de plusieurs autres îles et archipels appartenant aux îles Carolines. D'une superficie de 372,2 km2, ce qui en fait l'État le plus vaste des États fédérés de Micronésie, Pohnpei est peuplé de 35 981 habitants en 2010.

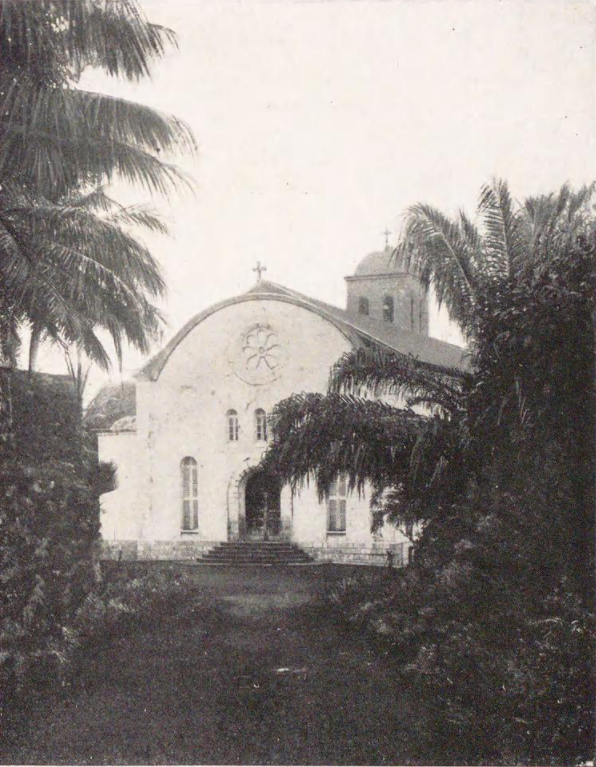
Vieille église catholique de Pohnpei (1932)

Une des îles les plus connues de l'État de Pohnpei est l'atoll de Pingelap, qui intéresse fortement les généticiens pour la forte proportion d'achromatopsie dans sa population. La très forte fréquence de cette maladie génétique caractérisée par une absence totale de vision des couleurs, une très forte photophobie et une très faible acuité visuelle est le sujet du livre L'Île en noir et blanc écrit par Oliver Sacks et d'une émission télévisée.

## Histoire

### Origine
Les ancêtres des habitants de Pohnpei se sont installés aux îles Carolines il y a 3 000 ans environ. La plupart venaient de l'Océanie proche Ils étaient de langue austronésienne.
De brillantes réalisations prirent naissance dans la région notamment sous l'égide d'un empire centré sur Pohnpei puis Yap, qui finit par former une véritable théocratie. 

### Arrivée des Européens
Au début du XIXe siècle, Pohnpei reste largement méconnue du monde occidental. Bien que le capitaine russe Friedrich von Lütke, à bord du navire Senyavin, en revendique officiellement la "découverte" en janvier 1828, l’île accueille déjà depuis plusieurs années des baleiniers et des marchands. Ces derniers, séduits par les richesses naturelles et l’hospitalité des habitants, gardent le secret sur leur présence afin de préserver leurs avantages.
L'île est en réalité connue depuis bien plus longtemps par les explorateurs européens. En 1595, Pedro Fernández de Quirós la nomme Quirosa. En 1787, le navire Alliance la baptise Morris Island, tandis qu’en 1804, un bateau du nom de John Bull l’appelle John Bull Island. En 1826, le navire Planter lui attribue le nom de Harper Island. Toutefois, à partir des années 1830, alors que les échanges s’intensifient et que des Européens commencent à s’y installer, le nom traditionnel Pohnpei (souvent orthographié Ponape, Pounipet, ou encore Bonnebey) s’impose progressivement.
Une confusion persiste néanmoins au sujet de son appellation. Vers 1832, les Britanniques attribuent à l’île le nom de Ascension Island. Lorsque l'amiral français Joseph de Rosamel mentionne Pohnpei dans ses écrits, ce nom induit sa famille en erreur : elle croit qu’il s’agit de l’île du même nom située dans l’Atlantique, qu’il visite également. En 1840, une quarantaine d’étrangers, comprenant des forçats évadés, des déserteurs et des aventuriers, vivent sur l’île. Ils servent de guide et interprète pour Joseph de Rosamel dont les rapports s'efforcent de comprendre et de retranscrire l'histoire de l'île selon la perspective de ses habitants.
En 1836, le Dr Campbell, chirurgien à bord du Lambton, rédige la première description détaillée de Pohnpei et de ses habitants. Cette même année, James F. O’Connell, un aventurier irlandais, publie le récit de son séjour supposé de onze ans sur l’île. Bien que souvent romancé, son témoignage offre un portrait vivant et coloré de la vie sur Pohnpei.

### Période moderne
L'Espagne établit sa souveraineté après avoir longtemps délaissé les îles (souveraineté confirmée par le pape Léon XIII en 1885). Les îles passent sous contrôle de l'Allemagne en 1899, puis à la suite du débarquement japonais en 1914 lors de la Première Guerre mondiale, le Japon reçoit ensuite ces îles en mandat de la Société des Nations en 1922.
Enjeu stratégique lors de la Seconde Guerre mondiale, le territoire est annexé par les États-Unis qui l'administrent ensuite en tant que Territoire sous tutelle des îles du Pacifique créé en 1947. Pohnpei formait l'un des six districts de ce territoire américain. Les nouveaux États fédérés de Micronésie signent en 1982 avec les États-Unis un accord-cadre de libre-association (le Compact) qui entre en vigueur le 3 novembre 1986. Le Territoire sous tutelle des îles du Pacifique est officiellement dissout le 22 décembre 1990, les États fédérés de Micronésie adhèrent aux Nations unies le 17 septembre 1991.

## Politique et administration

### Découpage territorial et décentralisation

#### Liste des municipalités actuelles
L'État de Pohnpei compte onze municipalités réparties comme suit : six pour l'île de Pohnpei, cinq pour les îles extérieures.
La municipalité de Kolonia n'a été constituée qu'après la seconde guerre mondiale, en la séparant de Nett.
| Municipalité   | Localisation     | km2   | 1920  | 1925  | 1930       | 1935  | 1958  | 1967  | 1970  | 1973  | 1980  | 1985  | 1994  | 2000  | 2010  |
| -------------- | ---------------- | ----- | ----- | ----- | ---------- | ----- | ----- | ----- | ----- | ----- | ----- | ----- | ----- | ----- | ----- |
| Kapingamarangi | îles extérieures | 1.8   | 300   | 341   | 378        | 396   | 404   | 428   | 369   | 389   | 508   | 511   | 473   | 474   | 350   |
| Kitti          | Pohnpei          |       | 1 322 | 1 399 | 1 489      | 1 500 | 1 896 | 2 369 | 2 436 | 2 427 | 3 401 | 3 987 | 5 178 | 6 007 | 6 470 |
| Kolonia        | Pohnpei          | 1.5   | Nett  | Nett  | Nett (357) | Nett  | 1 720 | 2 991 | 2 649 | 4 795 | 5 549 | 6 169 | 6 660 | 5 681 | 6 068 |
| Madolenihmw    | Pohnpei          | 56    | 763   | 889   | 1 067      | 1 229 | 1 794 | 2 571 | 2 152 | 2 627 | 3 376 | 4 340 | 4 951 | 5 420 | 5 662 |
| Mokil          | îles extérieures | 1.24  | 246   | 236   | 269        | 258   | 338   | 397   | 387   | 321   | 290   | 268   | 209   | 177   | 133   |
| Nett           | Pohnpei          |       | 779   | 1016  | 1044       | 1201  | 1 068 | 1 368 | 1 662 | 2 357 | 2 226 | 4 067 | 5 977 | 6 158 | 6 542 |
| Nukuoro        | îles extérieures | 1.67  | 159   | 184   | 168        | 191   | 247   | 287   | 267   | 245   | 307   | 393   | 349   | 362   | 210   |
| Pingelap       | îles extérieures | 1.75  | 601   | 601   | 638        | 694   | 627   | 647   | 661   | 641   | 375   | 737   | 518   | 438   | 258   |
| Sapwuahfik     | îles extérieures | 0.906 | 273   | 281   | 278        | 295   | 298   | 401   | 451   | 408   | 560   | 564   | 603   | 640   | 456   |
| Sokehs         | Pohnpei          |       | 623   | 887   | 1 024      | 1 066 | 1 671 | 2 115 | 2 486 | 3 216 | 3 652 | 5 047 | 5 773 | 6 444 | 6 640 |
| Uh             | Pohnpei          |       | 682   | 763   | 776        | 762   | 1 190 | 1 470 | 1 750 | 1 857 | 1 851 | 2 588 | 3 001 | 2 685 | 3 192 |

#### Anciennes municipalités rattachées à l'État
Les municipalités constituées par les îles d'And et Pakin ont eu une existence très éphémères puisqu'elles ne sont apparues que dans le recensement de 1970. Leur population pour cette année a été rattachée dans le tableau précédent à la municipalité de laquelle elles avaient été détachées puis rattachées. La municipalité d'Oroluk est inhabitée.
| Municipalité | Localisation     | km2  | 1920 | 1925 | 1930 | 1935 | 1958 | 1967 | 1970 | 1973   | 1980 | 1985 | 1986 | 1987 |
| ------------ | ---------------- | ---- | ---- | ---- | ---- | ---- | ---- | ---- | ---- | ------ | ---- | ---- | ---- | ---- |
| And          | Pohnpei          | 1.7  | /    | /    | /    | /    | /    | /    | 75   | Kitti  | /    | /    | /    | /    |
| Oroluk       | îles extérieures | 0.49 | /    | /    | /    | 4    | /    | /    | /    | /      | 6    | /    | /    | /    |
| Pakin        | Pohnpei          | 1.1  | /    | /    | /    | /    | /    | /    | 23   | Sokehs | /    | /    | /    | /    |

### La séparation des pouvoirs
- Pouvoir exécutif

- Pouvoir législatif

La population de l'État de Pohnpei élit trois sénateurs d'un mandat de deux ans et un sénateur d'un mandat de quatre ans pour le Congrès des États fédérés de Micronésie. Chacun des trois sénateurs au mandat court est élu au sein d'un district électoral. Le premier district électoral de Pohnpei regroupe les municipalités de Sokehs, Kolonia, Sapwuahfik, Nukuoro, Kapingamarangi et la municipalité inhabitée d'Oroluk, toutes situées dans les îles extérieures de Pohnpei. Madolenihmw et Kitti constituent le deuxième district, Mokil, Nett, Pingelap et Uh le troisième district. Ces deux districts électoraux sont situés sur l'île de Pohnpei.
- Pouvoir judiciaire

### Symboles de l'État

Drapeau de l'État de Pohnpei de 1977 à 1992.

Pohnpei est le premier district du Territoire sous tutelle des îles du Pacifique à adopter son propre drapeau. Un concours est autorisé par la loi en 1976. 60 personnes y participent. Un comité législatif, dirigé par le législateur Bernard Helgenberger, sélectionne la proposition de Rosendo Alex, élève du lycée PICS de Sokehs, qui reçoit 100 $. Le modèle est adopté en décembre 1977. Le champ bleu clair du drapeau est occupé en son centre par six étoiles blanches semblables à celles du drapeau du Territoire sous tutelle des îles du Pacifique. Ces six étoiles représentent les six îles ou atolls principaux du district : Kapingamarangi, Mokil, Sapwuahfik, Nukuoro, Pingelap et Pohnpei. Une moitié de noix de coco symbolise la coupe sakau utilisée lors des cérémonies traditionnelles. Le sakau est une boisson locale extraite des racines de kava et des écorces d'hibiscus. Deux palmes de cocotier représentent la dépendance du peuple aux ressources de la noix de coco. Elles sont entourées d'un liseré blanc pour se détacher visuellement du fond bleu. Le 6 décembre 1990, la législature approuve l'ajout de cinq nouvelles étoiles pour que celles-ci correspondent au nombre de municipalités : Kapingamarangi, Kitti, Kolonia, Madolenihmw, Mokil, Nett, Nukuoro, Pingelap, Sapwuahfik, Sokehs et Uh. Le drapeau devient officiel en 1992.

## Population et société

### Démographie
| Hommes | Classe d’âge | Femmes |
| ------ | ------------ | ------ |
| 165    | 75+          | 246    |
| 138    | 70-74        | 166    |
| 191    | 65-69        | 240    |
| 389    | 60-64        | 386    |
| 642    | 55-59        | 566    |
| 860    | 50-54        | 777    |
| 931    | 45-49        | 902    |
| 1 020  | 40-44        | 1 040  |
| 1 079  | 35-39        | 1 116  |
| 1 158  | 30-34        | 1 146  |
| 1 312  | 25-29        | 1 364  |
| 1 684  | 20-24        | 1 631  |
| 2 114  | 15-19        | 1 953  |
| 2 299  | 10-14        | 2 168  |
| 2 149  | 5-9          | 2 053  |
| 2 103  | 0-4          | 1 993  |

### Santé
La capitale Kolonia est le siège du New Tokyo Medical College, école de médecine approuvée par le gouvernement de Pohnpei en juin 2009 et par le gouvernement fédéral en mai 2011. Créée en tant que fondation d'éducation à but non lucratif, elle forme au moyen d'un cursus en six ans des professionnels médicaux pour les États fédérés de Micronésie et les îles voisines du Pacifique. Elle est la première école de médecine établie dans la zone océanique du Pacifique Nord.

## Code État
Selon la norme ISO 3166-1 (liste des codes pays), code alpha-2, Yap a pour code « FM.PNI ».